# Calycanthus floridus
Calycanthus floridus là một loài thực vật có hoa trong họ Calycanthaceae. Loài này được L. miêu tả khoa học đầu tiên năm 1759.